# Audrey Bélim
Audrey Bélim, née le 16 avril 1987, est une femme politique française. Elle est sénatrice de La Réunion depuis 2023.
Lors de la séance d'élection du président du Sénat, le 2 octobre 2023, elle est secrétaire de séance, comptant parmi les six plus jeunes sénateurs de France.